# Yi-Sun-shin-Sportstadion
Das Yi-Sun-shin-Sportstadion (kor. 이순신종합운동장) ist ein Fußballstadion in der südkoreanischen Stadt Asan, Provinz Chungcheongnam-do. Der ehemalige Amateurverein Asan United FC nutzte das Stadion von 2008 bis 2011. 2013 kehrte der Verein für ein Jahr nochmal in das Stadion zurück. Von 2017 bis 2019 wurde es vom Zweitligisten Asan Mugunghwa FC genutzt. Seit 2020 trägt der ebenfalls zweitklassige Chungnam Asan FC seine Heimspiele im Stadion aus.